# Fairlie (Schottland)
Fairlie ist eine Ortschaft in der schottischen Council Area North Ayrshire.

## Geographie
Fairlie liegt an der Südküste des Firth of Clyde etwa 23 km nordwestlich von Irvine und 39 km südwestlich von Glasgow. Die nächstgelegene Stadt ist das wenige hundert Meter nördlich gelegene Largs. Die Insel Great Cumbrae liegt rund 2,5 km entfernt von Fairlie im Firth of Clyde. Mehrere kleine Bäche fließen die Hänge hinab und münden in Fairlie. Der drei Kilometer lange Fairlie Burn ist der längste von ihnen. Nördlich verläuft der Bach Kel Burn.

## Geschichte
Im Jahre 1581 wurde nahe Fairlie ein Tower House errichtet. In den folgenden Jahrhunderten wurde es mehrfach erweitert und zu dem heutigen Herrenhaus Kelburn Castle ausgebaut. Südlich liegt die Festung Hunterston Castle. Die ältesten Teile der heutigen Burg stammen spätestens aus dem 15. Jahrhundert. Im 16. Jahrhundert errichtete die Familie Fairlie of that Ilk die heute nur noch als Ruine erhaltene Burg Fairlie Castle in Fairlie.
1601 bekam Fairlie die Rechte eines Burgh of Barony verliehen. Die Ortschaft entwickelte sich erst im 19. Jahrhundert mit dem einsetzenden Tourismus und dem Schiffbau. 1871 lebten 294 Personen in Fairlie. Zehn Jahre später wurden bereits 771 Einwohner gezählt. Im Jahre 2011 lebten 1424 Personen in Fairlie.

## Verkehr
Fairlie ist direkt an der A78, die von Greenock nach Prestwick führt, gelegen. Im Juni 1880 wurde die Ortschaft mit einem eigenen Bahnhof am Largs Branch der Glasgow and South Western Railway an das Eisenbahnnetz angeschlossen. Zwei Jahre später folgte ein zweiter Bahnhof am Schiffsanleger, bei welchem es sich um den Endbahnhof der Strecke handelte. Er wurde zwischenzeitlich geschlossen, während der Bahnhof Fairlie heute von der Ayrshire Coast Line der First ScotRail bedient wird. Der ehemalige Schiffsanleger wird heute nicht mehr genutzt. Die Fähre zur Insel Great Cumbrae fährt heute das nördlich gelegene Largs an.

## Sehenswürdigkeiten
In der Umgebung von Fairlie befinden sich insgesamt vier Denkmäler aus der höchsten schottischen Denkmalkategorie A. Hierzu gehört Kelburn Castle sowie eine Sonnenuhr und ein Monument an John, 3. Earl of Glasgow auf dem Ländereien des Herrenhauses. Auch Hunterston Castle ist als Denkmal der höchsten Kategorie klassifiziert.